# .tp
.tp a fost domeniul de internet de nivel superior, pentru Timorul de Est (ccTLD).
A fost înlocuit cu domeniul .tl în anul 2005.